# 低角度鏡頭

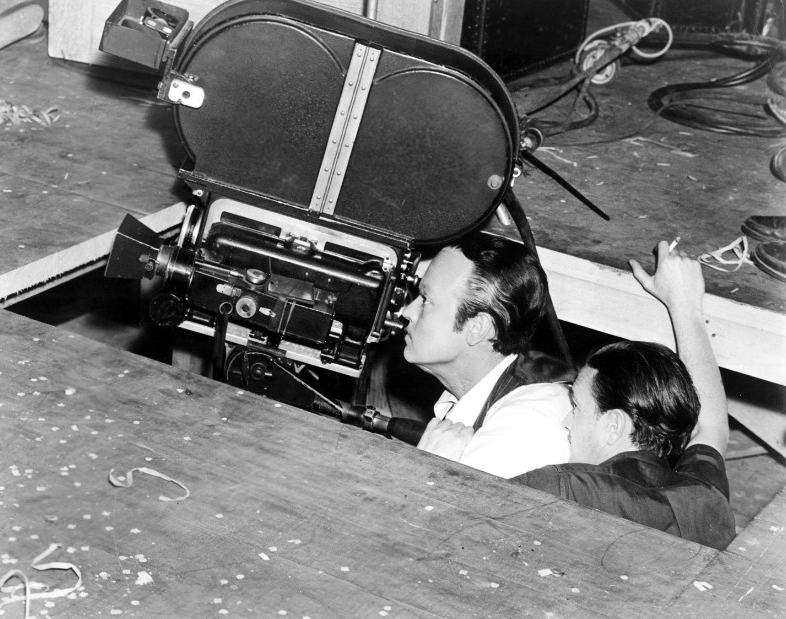
為《大國民》拍攝低角度鏡頭時，在工作室地板上切出一個洞，以製作出所需的視野。

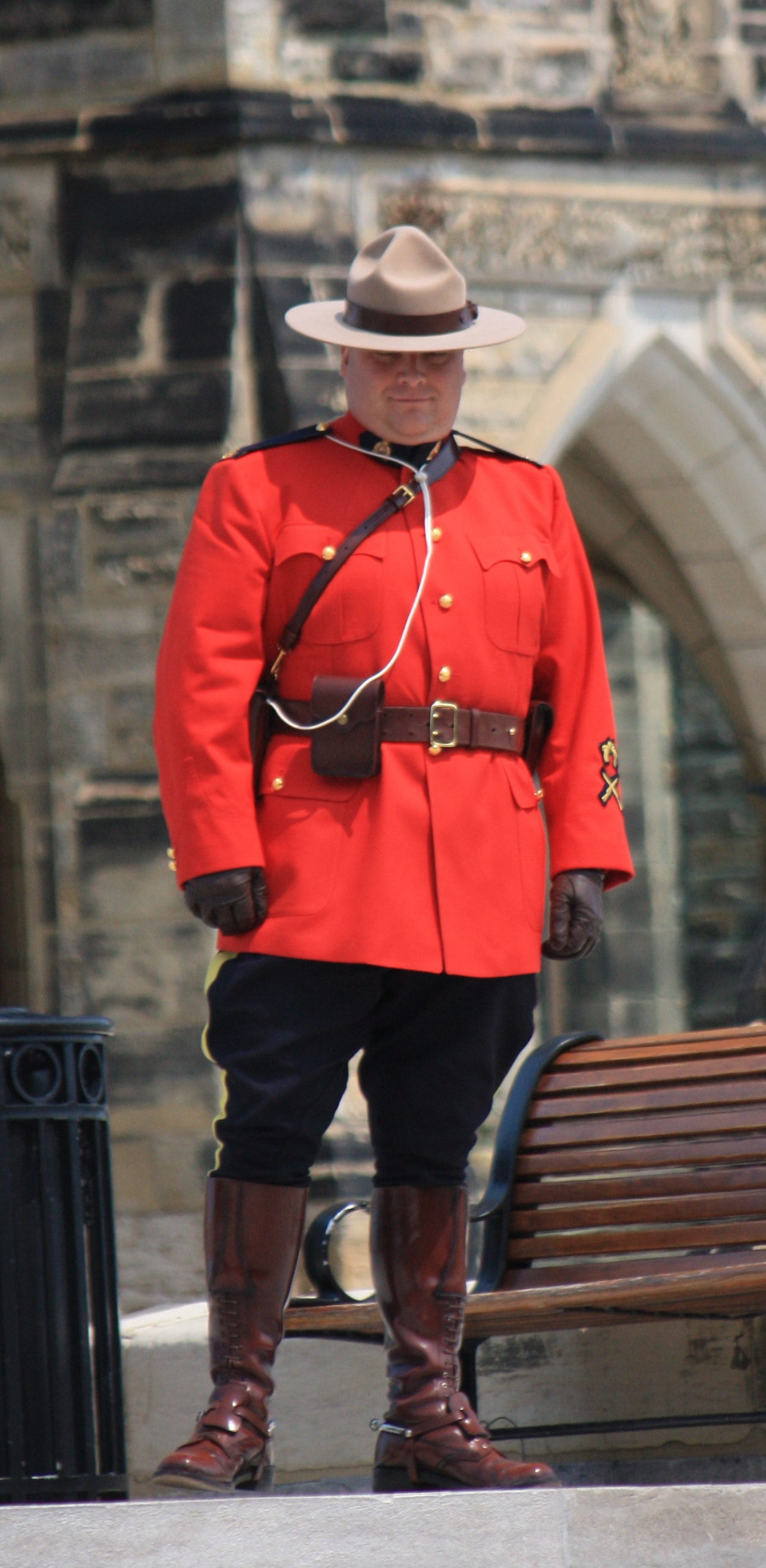
用低角度鏡頭拍下的皇家加拿大騎警，使他看起來更有氣勢。

低角度鏡頭（英語：low-angle shot）是在電影拍攝技術中，攝影機位於垂直軸低處向上拍攝的技巧，可以從位於視線下方的任何位置拍攝 。有時，甚至低於拍攝主題的腳。從心理學上來看，低角度鏡頭的效果是使得主題看起來強壯且有力。